# Astragalus flemingii
Astragalus flemingii är en ärtväxtart som beskrevs av Syed Irtifaq Ali. Astragalus flemingii ingår i släktet vedlar, och familjen ärtväxter. Inga underarter finns listade i Catalogue of Life.